# Рутенийванадий
Рутенийванадий — бинарное неорганическое соединение
ванадия и рутения
с формулой RuV,
кристаллы.

## Получение
- Сплавление стехиометрических количеств чистых веществ:

{\displaystyle {\mathsf {V+Ru\ {\xrightarrow {1950^{o}C}}\ RuV}}}

## Физические свойства
Рутенийванадий имеет широкую область гомогенности 33,3÷75 ат.% ванадия.
В интервале 54÷75 ат.% ванадия образует кристаллы
кубической сингонии, пространственная группа P m3/m, параметры ячейки a = 0,3000 нм, Z = 1,
структура типа хлорида цезия CsCl.
В интервале 33,3÷50 ат.% ванадия образует кристаллы
тетрагональной сингонии, пространственная группа P 4/mmm, параметры ячейки a = 0,2945 нм, c = 0,3219 нм, Z = 1,
структура типа искажённый хлорид цезия
.
Соединение конгруэнтно плавится при температуре 1950°C 
или разлагается при температурах 1790÷1920°C .